# Kabinett Ishibashi

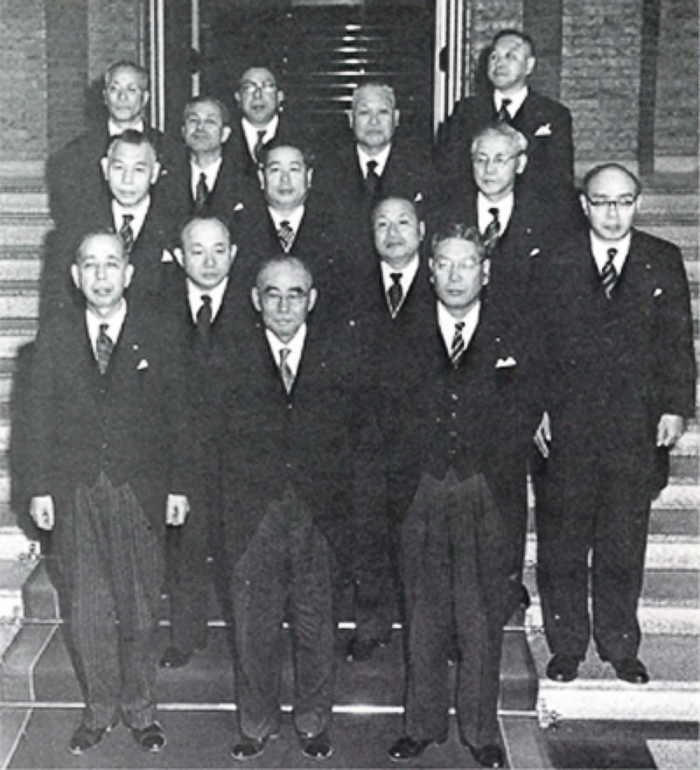
Das Kabinett Ishibashi bei Amtsantritt

Das Kabinett Ishibashi (jap. 石橋内閣, Ishibashi naikaku) regierte Japan unter Führung von Premierminister Ishibashi Tanzan vom 23. Dezember 1956 bis zum 25. Februar 1957.
Nach dem nach der Rückkehr aus der Sowjetunion im November 1956 angekündigten Rücktritt von Hatoyama Ichirō hatte Ishibashi am 14. Dezember 1954 die Wahl zum Vorsitzenden der Liberaldemokratischen Partei (LDP) erst in der Stichwahl gegen Kishi Nobusuke für sich entscheiden können und wurde von der LDP-Mehrheit im Parlament am 23. Dezember zum Premierminister gewählt. Die formale Ernennung Ishibashis zum Premierminister fand am Vormittag desselben Tages statt, die Ernennung der übrigen Staatsminister dagegen erst am Abend. Dazwischen hatte Ishibashi damit als sogenanntes hitori naikaku (一人内閣, „Ein-Personen-Kabinett“) formal auch alle übrigen Ministerposten inne.
Dem Kabinett gehörten bei Amtsantritt einschließlich des Premierministers 14 Staatsminister an, die alle aus dem Shūgiin, dem Unterhaus des nationalen Parlaments, kamen. Erst am 27. Dezember wurden zusätzlich zwei Mitglieder des Sangiin zu Ministern ernannt.
Bereits Ende Januar musste Ishibashi das Amt aus gesundheitlichen Gründen Kishi als vorläufigem Vertreter überlassen. Wenige Wochen später trat das Kabinett geschlossen zurück. Kishi wurde am 25. Februar 1957 – anders als sonst üblich – zunächst zum Premierminister gewählt, sein erstes Kabinett übernahm viele Minister aus dem Kabinett Ishibashi. Erst im März 1957 wurde Kishi auch zum LDP-Vorsitzenden gewählt.

## Staatsminister
| Amt | Name                                                 | Kammer (Wahlkreis)    | Fraktion | Faktion     |
| --- | ---------------------------------------------------- | --------------------- | -------- | ----------- |
| Premierminister                                                                                              | Ishibashi Tanzan                                     | Shūgiin (Shizuoka 2)  | LDP      | (Ishibashi) |
| Premierminister                                                                                              | Kishi Nobusuke (geschäftsführend ab 31. Januar 1957) | Shūgiin (Yamaguchi 2) | LDP      | Kishi       |
| Justizminister                                                                                               | Nakamura Umekichi                                    | Shūgiin (Tokio 5)     | LDP      | Kōno        |
| Außenminister                                                                                                | Kishi Nobusuke                                       | Shūgiin (Yamaguchi 2) | LDP      | Kishi       |
| Finanzminister                                                                                               | Ikeda Hayato                                         | Shūgiin (Hiroshima 2) | LDP      | Ikeda       |
| Kultusminister                                                                                               | Nadao Hirokichi                                      | Shūgiin (Hiroshima 1) | LDP      | Ishii       |
| Sozialminister                                                                                               | Kanda Hiroshi                                        | Shūgiin (Shizuoka 1)  | LDP      | Ōno         |
| Minister für Land- und Forstwirtschaft                                                                       | Ide Ichitarō                                         | Shūgiin (Nagano 2)    | LDP      | Miki        |
| Minister für Internationalen Handel und Industrie                                                            | Mizuta Mikio                                         | Shūgiin (Chiba 3)     | LDP      | Ōno         |
| Verkehrsminister                                                                                             | Miyazawa Taneo                                       | Shūgiin (Nagano 3)    | LDP      | Kishi       |
| Postminister                                                                                                 | Ishibashi Tanzan                                     | Shūgiin (Shizuoka 2)  | LDP      | (Ishibashi) |
| Postminister                                                                                                 | Hirai Tarō (ab 27. Dezember 1956)                    | Sangiin (Kagawa)      | LDP      |             |
| Arbeitsminister                                                                                              | Matsuura Shūtarō                                     | Shūgiin (Hokkaidō 2)  | LDP      | Miki        |
| Bauminister Leiter der „Kommission zur Instandsetzung des Hauptstadtgebiets“ (shutoken seibi iinkai iinchō)  | Nanjō Tokuo                                          | Shūgiin (Hokkaidō 4)  | LDP      | Kishi       |
| Vorsitzender der Nationalen Kommission für Öffentliche Sicherheit Leiter der Behörde für Verwaltungsaufsicht | Ōkubo Tomejirō                                       | Shūgiin (Ibaraki 1)   | LDP      | Ishibashi   |
| Leiter der Behörde zur Entwicklung Hokkaidōs                                                                 | Ishibashi Tanzan                                     | Shūgiin (Shizuoka 2)  | LDP      | (Ishibashi) |
| Leiter der Behörde zur Entwicklung Hokkaidōs                                                                 | Kawamura Matsusuke (ab 27. Dezember 1956)            | Sangiin (Iwate)       | LDP      |             |
| Leiter der Behörde für Selbstverwaltung                                                                      | Tanaka Isaji                                         | Shūgiin (Kyōto 1)     | LDP      | Ishii       |
| Leiter der Verteidigungsbehörde                                                                              | Ishibashi Tanzan                                     | Shūgiin (Shizuoka 2)  | LDP      | (Ishibashi) |
| Leiter der Verteidigungsbehörde                                                                              | Kishi Nobusuke (ab 31. Dezember 1956)                | Shūgiin (Yamaguchi 2) | LDP      | Kishi       |
| Leiter der Verteidigungsbehörde                                                                              | Kodaki Hin (ab 2. Februar 1957)                      | Sangiin (Shimane)     | LDP      |             |
| Leiter der Wirtschaftsplanungsbehörde Leiter der Behörde für Wissenschaft und Technologie                    | Uda Kōichi                                           | Shūgiin (Kōchi)       | LDP      | Miki        |

Die Amtszeit des Leiters des Kabinettssekretariats (Ishida Hirohide, Shūgiin (Akita 1), LDP (Ishibashi)), seiner Stellvertreter und des Leiters des Legislativbüros begann gleichzeitig mit der der Staatsminister. Die parlamentarischen Staatssekretäre wurden erst im Januar 1957 berufen.